# Johann Christian Storr
Johann Christian Storr, född den 3 juni 1712 i Heilbronn, död den 8 maj 1773 i Stuttgart, var en tysk evangelisk teolog.

## Biografi
Vid 19 års ålder påbörjade Storr vid universitetet i Tübingen sina teologiska studier. Efter att framgångsrikt ha avslutat dessa fick han 1735 en anställning som hjälppräst i Nagold. Redan följande år förflyttades han till samma funktion i Gültingen.
1739 befordrades Storr till kaplan i Kirchheim unter Teck och stannade där i fyra år. I mitten av 1743 övertog han kyrkoherdetjänsten i Hirsau, och 1744 kallade man honom som diakon till Leonhardskirche i Stuttgart.
Från 1757 verkade Storr som ärkediakon i stiftskyrkan i Stuttgart. Från vintern 1758 betrodde man honom med kyrkoherdetjänsten vid Leonhardskirche. 1759 utnämnde man honom till stiftspredikant och en kort tid senare till konsistorialråd. 
Från 1765 levde och verkade Storr som prelat i Bad Herrenalb. Den 3 maj 1772 höll Storr sin avskedspredikan, lade ned alla sina ämbeten och uppgifter och drog sig tillbaka till privatlivet. Knappt fyra veckor före sin 61-årsdag dog han. Hans grav befinner sig på Hoppenlaufriedhof.
Hans söner var professorn i Tübingen Gottlob Christian Storr (1746–1805), som räknas som representant för  den tübingska ortodoxin, och juristen Wilhelm Ludwig Storr (1752–1804).